# ČSD 486.1 sorozat
A ČSD 486.1 sorozat egy csehszlovák 1'D 2'h3 tengelyelrendezésű gőzmozdony sorozat volt. A ČKD összesen csak három db-ot gyártott belőle 1934-ben, melyeket 1967 és 1968 között selejteztek.

## Külső hivatkozás
- Kép a mozdonyról[halott link]